# Larissa Schaerer
Larissa Schaerer (* 15. April 1975 in Asunción) ist eine ehemalige paraguayische Tennisspielerin.

## Karriere
Schaerer, die laut ITF-Profil Sandplätze bevorzugte, begann im Alter von acht Jahren mit dem Tennisspielen. Sie gewann 8 Einzel- und 7 Doppeltitel auf dem ITF Women’s Circuit.
Sie spielte von 1991 bis 2004 für die paraguayische Fed-Cup-Mannschaft, von den 96 von ihr gespielten Partien konnte sie 64 gewinnen.

## Turniersiege

### Einzel
| Nr. | Datum          | Turnier   | Kategorie   | Belag | Finalgegnerinnen         | Ergebnis      |
| --- | -------------- | --------- | ----------- | ----- | ------------------------ | ------------- |
| 1.  | Mai 1994       | Barcelona | ITF $25.000 | Sand  | Maaike Koutstaal         | 6:7, 6:3, 6:3 |
| 2.  | Juni 1994      | Sezze     | ITF $25.000 | Sand  | Flora Perfetti           | 6:2, 6:3      |
| 3.  | September 1996 | Asunción  | ITF $10.000 | Sand  | Veronica Stele           | 7:5, 5:7, 6:2 |
| 4.  | Juli 1997      | Campinas  | ITF $25.000 | Sand  | Ludmila Varmužová        | 6:4, 6:1      |
| 5.  | Oktober 1997   | Asunción  | ITF $10.000 | Sand  | Maria Victoria Beortegui | 6:1, 6:2      |
| 6.  | September 1998 | Tucumán   | ITF $25.000 | Sand  | Gisela Riera Roura       | 6:4, 6:2      |
| 7.  | Oktober 1998   | Asunción  | ITF $10.000 | Sand  | Zsófia Gubacsi           | 6:1, 6:4      |
| 8.  | September 2000 | Asunción  | ITF $10.000 | Sand  | Jorgelina Cravero        | 6:4, 6:3      |

### Doppel
| Nr. | Datum          | Turnier   | Kategorie   | Belag | Partnerin           | Finalgegnerinnen                              | Ergebnis           |
| --- | -------------- | --------- | ----------- | ----- | ------------------- | --------------------------------------------- | ------------------ |
| 1.  | November 1996  | São Paulo | ITF $25.000 | Sand  | Mariana Diaz-Oliva  | Miriam d’Agostini Andrea Vieira               | 3:6, 6:4, 6:2      |
| 2.  | Juli 1997      | Campinas  | ITF $25.000 | Sand  | Cintia Tortorella   | Roberta Burzagli Joana Cortez                 | 5:7, 6:3, 6:3      |
| 3.  | Oktober 1997   | Asunción  | ITF $10.000 | Sand  | Vanessa Menga       | Monika Mastalirová Paula Racedo               | kampflos           |
| 4.  | November 1997  | Suzano    | ITF $10.000 | Sand  | Laura Bernal        | Conchita Martínez Granados Gisela Riera Roura | 3:6, 6:3, 7:6      |
| 5.  | Oktober 1998   | Asunción  | ITF $10.000 | Sand  | Laura Bernal        | Zsófia Gubacsi Alienor Tricerri               | 3:6, 7:6, 6:4      |
| 6.  | September 1999 | Asunción  | ITF $10.000 | Sand  | Rossana de los Ríos | Mariana Mesa Alienor Tricerri                 | 6:2, 6:3           |
| 7.  | Oktober 2000   | Gwalior   | ITF $10.000 | Sand  | Monica Acosta       | Rushmi Chakravarthi Sai-Jayalakshmy Jayaram   | 4:2, 4:1, 0:4, 5:3 |